# Cantons de l'Eure
Els Cantons de l'Eure (Normandia) són 43 i s'agrupen en tres districtes:
- Districte de Les Andelys (12 cantons - sotsprefectura: Les Andelys) :
 cantó de Les Andelys - cantó d'Écos - cantó d'Étrépagny - cantó de Fleury-sur-Andelle - cantó de Gaillon - cantó de Gaillon-Campagne - cantó de Gisors - cantó de Louviers-Nord - cantó de Louviers-Sud - cantó de Lyons-la-Forêt - cantó de Pont-de-l'Arche - cantó de Val-de-Reuil

- Districte de Bernay (16 cantons - sotsprefectura: Bernay) :
cantó d'Amfreville-la-Campagne - cantó de Beaumesnil - cantó de Beaumont-le-Roger - cantó de Bernay-Est - cantó de Bernay-Oest - cantó de Beuzeville - cantó de Bourgtheroulde-Infreville - cantó de Brionne - cantó de Broglie - cantó de Cormeilles - cantó de Montfort-sur-Risle - cantó de Pont-Audemer - cantó de Quillebeuf-sur-Seine - cantó de Routot - cantó de Saint-Georges-du-Vièvre - cantó de Thiberville

- Districte d'Évreux (15 cantons - prefectura: Évreux) :
 canton de Breteuil - cantó de Conches-en-Ouche - cantó de Damville - cantó d'Évreux-Est - cantó d'Évreux-Nord - cantó d'Évreux-Oest - cantó d'Évreux-Sud cantó de Le Neubourg - cantó de Nonancourt - cantó de Pacy-sur-Eure - cantó de Rugles - cantó de Saint-André-de-l'Eure - cantó de Verneuil-sur-Avre - cantó de Vernon-Nord - cantó de Vernon-Sud